# Elena Eremina
Elena Vjačeslavovna Erëmina (in russo Елена Вячеславовна Ерёмина?; San Pietroburgo, 29 luglio 2001) è una ginnasta russa, membro della Nazionale di ginnastica artistica femminile della Russia e campionessa junior nel concorso individuale agli europei di Berna 2016.

## Carriera Senior

### 2017
La Eremina compete in Febbraio ai Campionati nazionali russi. Vince la medaglia d'argento nel concorso individuale e al corpo libero, il bronzo con la squadra e si classifica quinta alle parallele e alla trave. Nel mese di Marzo, partecipa alla coppa del mondo di Stoccarda in Germania, vincendo l'oro con la squadra. In aprile, gareggia al Trofeo Città di Jesolo vincendo l'oro alle parallele, il bronzo con la squadra e classificandosi quarta nel concorso individuale e sesta al corpo libero. Nello stesso mese gareggia ai campionati europei di 
Cluj-Napoca, Romania. Si classifica quarta nel concorso individuale e ottava al corpo libero. Vince la medaglia d'argento alle parallele. In Agosto, compete alla Russian Cup, vincendo l'argento con la squadra, nel concorso individuale, alle parallele e al corpo libero e il bronzo alla trave. 
Viene scelta per rappresentare la Russia ai Campionati del Mondo di Montreal, Canada. Vince la medaglia di bronzo nel concorso individuale e d'argento alle parallele asimmetriche.